# Ion Matache
Ion Matache (n. 1 august 1905, satul Mielcești, comuna Merișani, județul Argeș — d. 27 august 1957, București) a fost un vestit violonist și cântăreț român de muzică populară, originar din Argeș.

## Biografie
S-a născut pe 1 august 1905 în comuna Merișani,  jud. Argeș. Învață vioara de la Stan Taloș, muzicant din satul apropiat Valea Mărului, și desfășoară încă de foarte tânăr o intensă activitate de lăutar (inițial și de țambalist până în 1915) la clăci, nunți, hore țărănești ori în cârciumile și hanurile vremii.

Taraful Ion Matache în 1937

Din 1923 face parte din taraful vestitului Cantică Boeru din Stâlpeni, iar din 1927 cântă în numeroase localuri din București („11 iunie”, „La trei lei”, „Oituz”, „Cercul Militar”, „Bragadiru”, „Buzești”, „Calul bălan”). 
Debutează la Radio București, într-o emisiune în direct („pe viu”), în 1934, cu propriul taraf, format din Mia Vlăscenescu (voce), Luca Codin (cobză și voce), Marin Matache (vioară și voce), Dică Matache (țambal), copilul Mitu și alții.
Cu acompaniamentul tarafului Ion Matache a debutat și Maria Tănase la Radio la 20 februarie 1938. Tot în taraful său a debutat și nepoata acestuia, Măriuca Matache (pe numele său adevărat Aurica Ion), în fața publicului bucureștean în 1939.
Concertează frecvent cu numeroase alte glorii ale cântecului popular românesc: Grigoraș Dinicu, Maria Lătărețu, Rodica Bujor, Ioana Radu, Victor Predescu, Marcel Budală, Toni Iordache și alții.
A fost și un renumit colecționar de viori, cu bune cunoștințe în materie. Datorită meritelor sale, a fost decorat cu Medalia Muncii în anul 1947.
Numele lui a patronat mai mulți ani un amplu spectacol-concurs de muzică populară (Concursul național al tarafurilor tradiționale „Ion Matache”) desfășurat în diverse localități argeșene cu bogate tradiții ale violonisticii populare (Conțești, Stâlpeni, Poiana Lacului, Bughea, Vâlcele, Costești) organizat de Centrul Județean pentru Conservarea și Promovarea Culturii Tradiționale Argeș. Ultima ediție a concursului a avut loc în 2008, în Mioveni.

## Decesul
Ion Matache a murit la 27 august 1957, în București.

## Stilul de interpretare
Pentru muzica de la marginea Piteștiului din prima jumătate a sec. al XX-lea, dar și pentru muzica tradițională românească în general, Ion Matache are o „aură” aparte între violoniști. O virtuozitate cu totul specială, care nu se baza nicio clipă pe viteza exagerată, transformă prin valorificare motivică piesele lui Ion Matache din teme argeșene în adevărate perle ale muzicii lăutărești urbane. 
Alături de violonistul Alexandru Cercel, Ion Matache trebuie așezat între creatorii mari de muzică instrumentală tradițională din ultima sută de ani, din zona Argeșului. Totuși, este notabilă o pătură profund rurală ce încă se mai distinge în arta muzicală a violonistului, pătura ce reieșea și din felul său de a fi. 
O anecdotă spunea că Ion Matache, deși cânta „orășenește” venea, la București, la înregistrări în costumul popular de la el din sat, semn că tot „Argeș” cânta.  Tehnica sa însă îl plasează între puținii violoniști urbani stilistic, din zona Piteștiului, școala de vioară urmată și reprezentată în prezent de Dumitrică „de la Pitești”.

## Aprecieri
„...îndrăgite ce public, oricând recunoscute și firesc preluate și de alți instrumentiști, ori de celebre formații orchestrale, melodiile lui îi poartă numele peste timp, îl așază pe drept cuvânt între creatori. Ne amintim și azi de «Breaza lui Matache» și recunoaștem ca a devenit adevărat imn al muscelenilor și, de-o vreme, a fost statornicită ca generic muzical pentru o cunoscută emisiune a Televiziunii Române - «Cântecul amintirii, amintirile cântecului»”—Mărioara Murărescu - realizator emisiuni folclorice

## Repertoriul muzical
Deopotrivă viorist și solist vocal (Ce-am auzit eu aseară, Prin poiana bradului, Stând pe malul Jiului etc.), excelează însă ca maestru al strunelor: 
| - Cântec de nuntă din Argeș (Cântă păsările-n luncă) - Doina gorjenească (Mă uitai la răsărit) - Drumul dracului - Hora de la Merișani - Hora de la Vâlcele - Hora dreaptă - Hora la două | - Hora lui Cantică (Boeru) - Hora lui Ciolacu - Hora lui Costică Tandin - Hora lui Ioniță Bădiță - Hora lui Matache (autocompoziție) - În pădure la Stroiești - Jianu din Argeș | - Rindeaua - Sârba din Brădet - Sârba gorjenească - Sârba învățătorilor - Sârba lui 22 - Sârba lui Zamfir - Ungurica din Argeș (denumită ulterior Breaza lui Matache) |